# Ciscarpathie

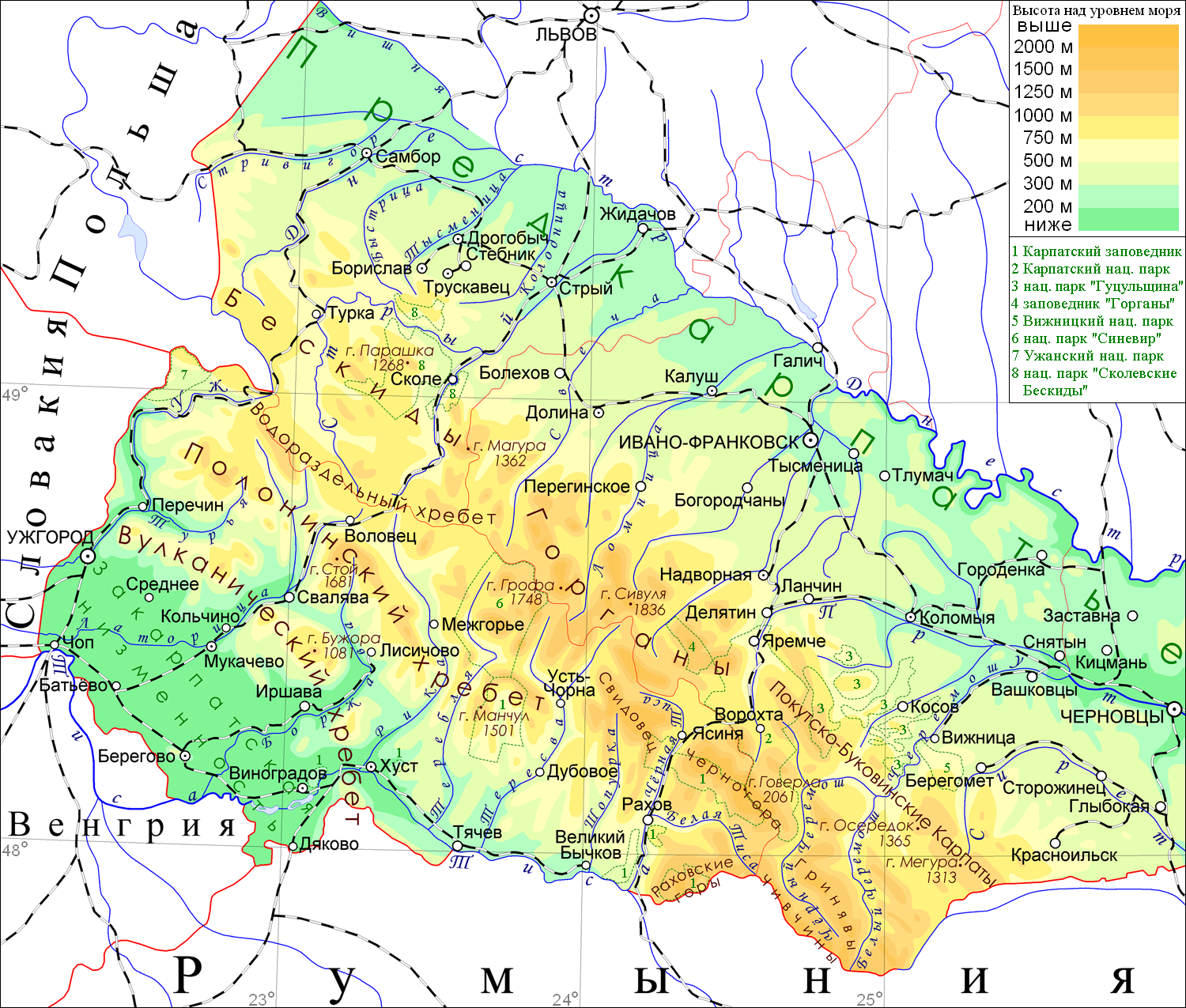
Les Carpates ukrainiennes, séparant la Ciscarpathie (au nord-est) de la Transcarpatie (au sud-ouest).

La Ciscarpathie (en ukrainien Прикарпаття, Prykarpattia) est une région de géographie physique désignant la région du nord-est des contreforts des Carpates.
Située au pémont extérieur des Carpates orientales, constituée de l'actuel oblast d'Ivano-Frankivsk (principalement) et de l'oblast de Lviv (partiellement), elle fait partie de la région historique de Galicie, laquelle faisait partie, avant le XIVe siècle, du royaume de Galicie-Volhynie. Avec les régions de Lviv, de Tchernivtsi et de Transcarpatie, la Ciscarpathie fait partie de l'eurorégion des Carpates.

## Histoire
Initialement partie de la Rus' de Kiev et l'un de ses États successeurs, la Principauté de Galicie, la région échoit au Royaume de Pologne.
Après le partage de la Pologne en 1772, elle tombe sous la coupe de la monarchie des Habsbourg.
Au lendemain de la Première Guerre mondiale et de la chute de l'Autriche-Hongrie, le territoire devint un sujet de dispute entre la Pologne et une République populaire d'Ukraine occidentale. Après la fin de la guerre polono-soviétique, est finalement attribuée à la Pologne.
Après l'invasion de la Pologne en 1939 par l'Allemagne nazie et l'Union soviétique, la région est rattachée à la République socialiste soviétique d'Ukraine (tombant sous contrôle nazi après le début de l'opération Barbarossa et jusqu'en 1944). Elle fait aujourd'hui toujours partie de l'Ukraine moderne, incorporé dans l'oblast ukrainien occidental d'Ivano-Frankivsk, où elle correspond approximativement à la moitié sud de l'oblast.

## Géographie
La région de Pocoutie se confond avec celle de la Ciscarpathie : il n’y a pas de frontières officielles établies entre les deux. Lorsqu'on parle de Ciscarpathie, on comprend qu'il s'agit de l'ensemble de l'oblast d'Ivano-Frankivsk. Quant à la Pocoutie, il ne s'agit que de la partie orientale de la même région. Parfois, le sud l'Oblast de Lviv est considéré comme faisant partie de la Ciscarpathie, notamment les villes de Stryï, Trouskavets et Drohobytch. Le fleuve Dnister est la principale voie navigable de la région, où coulent également d'autres rivières mineures. Les autres grandes villes de la région sont Halytch, Kalouch, Ivano-Frankivsk. La région abrite des cultures minoritaires telles que celles des Houtsoules, des Lemkos, des Boykos et d'autres.